# Mato Rico
Mato Rico este un oraș în Paraná (PR), Brazilia.